# Carl Ludvig Hartman
Carl Ludvig Hartman, född 1725 i Stockholm, död efter 1769, var en svensk gravör och porslinsritare.
Han var son till medaljgravören och stämpelmästaren Engel Hartman och Magdalena Reincke. Hartman var verksam i Stockholm till 1763 därefter var han verksam som gravör i S:t Petersburg.  Hartman är representerad vid Nationalmuseum i Stockholm.